# Michał Haratyk
Michał Haratyk (Cieszyn, 10 aprile 1992) è un pesista polacco.
Oro agli europei di Berlino 2018, argento a quelli di Amsterdam 2016 e bronzo a quelli di Roma 2024, ha un personale di 22,32 m con l'attrezzo da 7,260 kg, ottenuto all'aperto.

## Palmarès
| Anno | Manifestazione  | Sede           | Evento         | Risultato | Prestazione | Note                                     |
| ---- | --------------- | -------------- | -------------- | --------- | ----------- | ---------------------------------------- |
| 2016 | Mondiali indoor | Portland       | Getto del peso | 14º       | 19,48 m     |                                          |
| 2016 | Europei         | Amsterdam      | Getto del peso | Argento   | 21,19 m     |                                          |
| 2016 | Giochi olimpici | Rio de Janeiro | Getto del peso | 18º (q)   | 19,97 m     |                                          |
| 2017 | Europei indoor  | Belgrado       | Getto del peso | 19º (q)   | 19,18 m     |                                          |
| 2017 | Mondiali        | Londra         | Getto del peso | 5º        | 21,41 m     |                                          |
| 2018 | Mondiali indoor | Birmingham     | Getto del peso | 10º       | 20,69 m     |                                          |
| 2018 | Europei         | Berlino        | Getto del peso | Oro       | 21,72 m     |                                          |
| 2019 | Europei indoor  | Glasgow        | Getto del peso | Oro       | 21,65 m     | Miglior prestazione personale            |
| 2019 | Mondiali        | Doha           | Getto del peso | 16º (q)   | 20,52 m     |                                          |
| 2021 | Europei indoor  | Toruń          | Getto del peso | Argento   | 21,47 m     |                                          |
| 2021 | Giochi olimpici | Tokyo          | Getto del peso | 13º (q)   | 20,86 m     |                                          |
| 2022 | Mondiali indoor | Belgrado       | Getto del peso | 9º        | 20,88 m     |                                          |
| 2022 | Mondiali        | Eugene         | Getto del peso | 14º (q)   | 20,13 m     |                                          |
| 2022 | Europei         | Monaco         | Getto del peso | 5º        | 20,90 m     |                                          |
| 2023 | Europei indoor  | Istanbul       | Getto del peso | nm (q)    | nm (q)      |                                          |
| 2023 | Giochi europei  | Chorzów        | A squadre      | Argento   | 402,5 p.    | [ 1 ]                                    |
| 2023 | Mondiali        | Budapest       | Getto del peso | 25º (q)   | 19,51 m     |                                          |
| 2024 | Europei         | Roma           | Getto del peso | Bronzo    | 20,94 m     | Miglior prestazione personale stagionale |
| 2024 | Giochi olimpici | Parigi         | Getto del peso | 19º (q)   | 19,94 m     |                                          |

## Altre competizioni internazionali
2017
- Argento al DécaNation ( Angers), getto del peso - 21,38 m

2018
- Bronzo in Coppa continentale ( Ostrava), getto del peso - 21,36 m

2019
- Campionati europei a squadre di atletica leggera ( Bydgoszcz)

2021
- Campionati europei a squadre di atletica leggera ( Chorzów)